# Elizabeth Webb Nicholls
Elizabeth Webb Nicholls (21 de febrero de 1850 - 3 de agosto de 1943) fue una sufragista clave en la campaña por los votos para las mujeres (también llamado "sufragio femenino") en Australia del Sur durante la década de 1890. Asumió varios roles de alto perfil en  Adelaida, y fue Presidenta de la Unión Cristiana de Mujeres por la Templanza (WCTU, por sus siglas en inglés) de Australia del Sur, una de las organizaciones más destacadas en las exitosas campañas que hicieron de Australia del Sur la primera de las colonias australianas que otorgarían a las mujeres el derecho al voto en 1894.

## Biografía
Nicholls nació el 21 de febrero de 1850 en Rundle Street, Adelaida, sus padres fueron Samuel Bakewell, tendero, y su esposa Mary Ann Pye. Después de la muerte de su madre cuando ella tenía tres años de edad, pasó algunos años viviendo con parientes en Inglaterra antes de regresar a Adelaida. Su padre se volvió a casar, su nueva esposa era la hermana de Mary Ann, Eliza Hannah.  
Elizabeth se casó con el almacenista Alfred Richard Nicholls el 2 de agosto de 1870, tuvo una hija y cuatro hijos, además de acoger a dos parientes huérfanos que también criaron en su hogar. 
Siendo joven, decía anhelo tener la voluntad y el poder de ser muy útil.

## Unión de templanza cristiana
En julio de 1886, tres meses después de su formación, Nicholls se unió a la Unión de Mujeres Templadas Cristianas de Australia del Sur. Al involucrarse fuertemente en 1888, se convirtió en la presidenta provisional de la rama de Adelaida a fines de ese año y fue elegida presidenta colonial en 1889, ocupando el cargo hasta 1897.
En 1891, se convirtió en una de las primeras admitidas en la Alianza Australiana de la Temperancia del Sur.
Fundó la revista Our Federation de WCTU y fue su editora desde 1898 hasta 1904 cuando cesó.

## Sufragio femenino
Nicholls revitalizó el trabajo de sufragio del WCTU y alentó a las mujeres a escribir a su miembro del parlamento local. Invirtió grandes esfuerzos en educar a las mujeres sobre su potencial político, hablando en numerosos lugares sobre los conceptos básicos de inscripción y votación, utilizando su 'Plataforma de Principios'.
Se unió a la Liga de Sufragio de Mujeres del Sur de Australia y posteriormente se convirtió en Consejera de Liga. En 1894 asumió el papel de Superintendente Colonial del Departamento de Sufragio de WCTU.
Ayudó a reunir 8,268 de las 11,600 firmas para la petición de sufragio de 1894 al Parlamento de Australia del Sur.